# Krzysztof Grzegorek
Krzysztof Józef Grzegorek (ur. 5 maja 1961 w Sieradzu) – polski polityk i lekarz, poseł na Sejm V i VI kadencji, w latach 2007–2008 sekretarz stanu w Ministerstwie Zdrowia.

## Życiorys
W 1986 ukończył studia na Wydziale Lekarskim Akademii Medycznej w Łodzi. W pierwszej połowie lat 90. uzyskał specjalizację drugiego stopnia w zakresie położnictwa i ginekologii i stopień doktora nauk medycznych. Od ukończenia studiów pracował na oddziale położniczo-ginekologicznym w Zespole Opieki Zdrowotnej w Skarżysku-Kamiennej. W 1998 został ordynatorem oddziału, w 2005 dyrektorem całej placówki.
W 1993 wstąpił do Bezpartyjnego Bloku Wspierania Reform, a w 2001 do Platformy Obywatelskiej. W latach przystępowania do tych ugrupowań bez powodzenia kandydował z ich listy do Sejmu, a w 2004 z ramienia PO do Parlamentu Europejskiego. Bezskutecznie ubiegał się o mandat radnego sejmiku świętokrzyskiego w 1998 z listy Unii Wolności i w 2002 z ramienia koalicji POPiS. W 2005 został wybrany na posła V kadencji w okręgu kieleckim. W wyborach parlamentarnych w 2007 po raz drugi uzyskał mandat poselski, otrzymując 18 874 głosy.
21 listopada 2007 został powołany na stanowisko sekretarza stanu w Ministerstwie Zdrowia, złożył dymisję 2 czerwca 2008. Dymisja została przyjęta następnego dnia. Krzysztof Grzegorek zrzekł się immunitetu i wystąpił z partii oraz z jej klubu parlamentarnego.
W kwietniu 2009 w Sądzie Rejonowym w Skarżysku-Kamiennej rozpoczął się jego proces karny. Prokurator przedstawił mu siedem zarzutów, w tym cztery korupcyjne, w którym nie przyznawał się do popełnienia tych czynów. W listopadzie tego samego roku w pierwszej instancji został uznany za winnego i skazany na karę 1 roku i 10 miesięcy pozbawienia wolności z warunkowym zawieszeniem jej wykonania na okres 4 lat i na karę grzywny, zakazano mu także pełnienia funkcji kierowniczych w placówkach służby zdrowia. Wyrok ten został utrzymany w mocy przez Sąd Okręgowy w Kielcach w styczniu 2011.
W 2007 mógł objąć mandat posła do Parlamentu Europejskiego, zwolniony przez Bogdana Klicha, lecz odmówił, motywując to chęcią dalszego pozostania posłem na Sejm. W 2011 nie ubiegał się o reelekcję do krajowego parlamentu, powracając do pracy zawodowej.

## Odznaczenia
W 2004 otrzymał Brązowy Krzyż Zasługi.